# Stygophalangium
Stygophalangium is een geslacht van hooiwagens uit de familie Phalangiidae (Echte hooiwagens).
De wetenschappelijke naam Stygophalangium is voor het eerst geldig gepubliceerd door Oudemans in 1933. 

## Soorten
Stygophalangium is monotypisch en omvat slechts de volgende soort:
- Stygophalangium karamani